# Limopsis zonalis
Limopsis zonalis is een tweekleppigensoort uit de familie van de Limopsidae. De wetenschappelijke naam van de soort is voor het eerst geldig gepubliceerd in 1908 door Dall.